# Louviers
Louviers är en kommun i departementet Eure i regionen Normandie i norra Frankrike. Kommunen är chef-lieu för kantonerna Louviers-Nord och
Louviers-Sud som tillhör arrondissementet Les Andelys. År 2022 hade Louviers 18 347 invånare.

## Befolkningsutveckling
Antalet invånare i kommunen Louviers
Referens:INSEE